# Rejestrator K3-63
Rejestrator K3-63 – pokładowy rejestrator danych produkcji radzieckiej, przeznaczony do ciągłego zapisu określonych parametrów lotu. Jest jednym z urządzeń awioniki często, lecz błędnie określanych mianem „czarna skrzynka”. Rejestrator ten nie posiada obudowy zaprojektowanej w sposób zwiększający możliwość przetrwana katastrofy lotniczej i zaliczany jest do kategorii „rejestratorów eksploatacyjnych”.
K3-63 jest eksploatacyjnym, trójkanałowym rejestratorem typu elektromechanicznego, zapisującym w sposób ciągły wysokość barometryczną lotu, prędkość przyrządową i przyspieszenia w osi pionowej samolotu. Urządzenie zamknięte jest w kruchej, bakelitowej obudowie w kształcie prostopadłościanu o długości kilkudziesięciu centymetrów i wbudowane pod podłogą w kabinie pasażerskiej, w pobliżu środka ciężkości samolotu. Bakelit jest tworzywem niepalnym i nietopliwym jednak pod wpływem ognia zewnętrznego zwęgla się, trzaska i pęka.
Rejestrator włączany jest automatycznie podczas startu po oderwaniu się kół samolotu i wyłączany wraz z napięciem pokładowym.
Zapis parametrów lotu odbywa się metodą optyczną na ok. 10 metrach perforowanej taśmy filmowej szerokości 36 mm wystarczającej na około 25 godzin lotu. Zapisana taśma nawijała się do metalowego zasobnika zapewniającego jej ochronę w przypadku poważnej awarii samolotu.
Przy zmianie przeciążenia o 0,2-0,3 g następuje automatyczne przełączenie prędkości zapisu na tzw. szybką rejestrację.
Dane z rejestratora wykorzystywane są między innymi do wykonania szybkiej analizy parametrów lotu, kiedy nie ma dostępu do urządzeń umożliwiających analizę parametrów z systemu MSRP lub rejestratora ATM-QAR. Przez lata służyły głównie do oceny współczynników przeciążenia przy lądowaniu w celu wykrycia tzw. „twardych lądowań”.
Rejestrator K3-63 wykorzystywany jest w polskim lotnictwie od lat 60. XX wieku. Jako pierwsze wyposażone weń były samoloty typu Ił-18 zakupione w 1961 roku do PLL LOT.
Rejestrator K3-63 był elementem awioniki samolotu Tu-154M nr boczny 101, który uległ katastrofie w Smoleńsku.